# Liste von Frauenbibliotheken und -archiven
Diese Liste von Frauenbibliotheken und -archiven enthält Einrichtungen, die sich vor allem auf Frauengeschichte beziehen.
Frauenbibliotheken und -archive bieten eine alternative Bildungsarbeit für Frauen. Im Gegensatz zu herkömmlichen Bibliotheken und Archiven werden hier Materialien aus frauenspezifischen Perspektiven erworben, gesammelt und katalogisiert. Diese Einrichtungen haben die Aufgabe, die Geschichte und die gegenwärtigen Aktivitäten von Frauen und Frauenbewegungen zu dokumentieren und zu bewahren. Frauenarchive sammeln und katalogisieren Materialien wie Bücher, Zeitschriften, Zeitungsartikel, Manuskripte, Fotografien, Audio- und Videomaterialien sowie andere Objekte, die sich auf Frauen und ihre Erfahrungen beziehen. Frauenbibliotheken und -archive dienen als wichtige Ressource für Forschung, Bildung und politisches Handeln im Bereich der Frauen- und Geschlechterforschung. Sie bieten individuelle Archivberatungen und Literaturrecherchen an und sind Teil der Fraueninfrastruktur von Kommunen, Ländern und Regionen. Die Bibliotheken und Archive unterscheiden sich durch regionale Sammelschwerpunkte und thematische Spezialisierungen.

## Europa

### Deutschland
- Archiv der deutschen Frauenbewegung
- ausZeiten
- FFBIZ (Frauenforschungs-, -bildungs- und -informationszentrum)
- FrauenMediaTurm Archiv
- Frauen*Stadtarchiv Dresden[2]
- Frauenbibliothek Dresden
- Frauenbibliothek MONAliesA
- Frauengenderbibliothek Saar
- Archiv Frau und Musik
- Internationale Komponistinnen-Bibliothek
- Frauenarchiv und Dokumentationszentrum belladonna
- Feministisches Archiv ausZeiten
- Louise-Otto-Peters-Archiv
- Lila Archiv
- Bildungszentrum und Archiv zur Frauengeschichte Baden-Württembergs (baf)
- Kölner Frauengeschichtsverein
- Forum Queeres Archiv München
- Kinothek Asta Nielsen
- Spinnboden – Lesbenarchiv und Bibliothek
- Schwullesbisches Archiv Hannover

Ehemalige Einrichtungen:
- Frauenbibliothek und Frauenarchiv AVALON (1991–2011)
- FemArchiv Bonn
- Frauen-Internationalismus-Archiv
- Autonomes Frauenarchiv Wiesbaden
- Frauenarchiv Dortmund

### Frankreich
- Bibliothèque Marguerite Durand
- Paris Lesbian Archives
- AWARE Archives of Women Artists, Research and Exhibitions

### Großbritannien
- Feminist Archive North
- The Women's Library
- Women's Art Library
- Feminist Library
- Glasgow Women's Library[3]

### Irland
- Irish Queer Archive

### Italien
- Libreria delle donne di Milano
- Frauenarchiv Bozen

### Luxemburg
- Fraen an Gender (frauen- und genderbibliothek)

### Niederlande
- Internationaal Homo/Lesbisch Informatiecentrum en Archief

### Österreich
- Öffentliche Frauenbibliothek AEP
- Frauen*solidarität
- STICHWORT – Archiv der Frauen- und Lesbenbewegung
- QWIEN – Zentrum für queere Geschichte

### Schweiz
- frauen_bibliothek basel
- Frauenbibliothek Riehen
- ThurgauerFrauenArchiv
- Literaturhaus & Bibliothek Wyborada
- Archiv für Frauen-, Geschlechter- und Sozialgeschichte Ostschweiz
- Gosteli-Stiftung, Archiv zur Geschichte der schweizerischen Frauenbewegung
- Frauenkulturarchiv Graubünden
- Archivi Donne Ticino
- Frauenlesbenbibliothek Zürich, heute: schema f im Bücherraum f

Ehemalige Einrichtungen:
- Frauen/Lesben-Archiv

### Spanien
- Biblioteca de Mujeres

### Tschechien
- Společnost pro queer paměť

### Ungarn
- Labrisz Leszbikus Egyesület
- Háttér Gesellschaft und Archiv Budapest

## Nord- und Südamerika

### Brasilien
- Arquivo Histórico Feminista

### USA
- International Archive of Women in Architecture
- The Lesbian Herstory Archives
- Women's History and Resource Center
- The Gloria Steinem Papers
- ONE National Gay & Lesbian Archiv
- Schlesinger Library

## Asien

### Indien
- Frauenarchiv SPARROW auch Sound and Picture Archives for Research on Women

## Digitale Archive
- Digitales Deutsches Frauenarchiv

## Virtuelle Archive
- Jewish Women’s Archive